# Thomas Fuller
Thomas Fuller (Northamptonshire, 1608 – Londra, 16 agosto 1661) è stato uno storico e presbitero britannico.

## Biografia
Ecclesiastico anglicano, dopo la restaurazione della monarchia inglese divenne cappellano del re d'Inghilterra. Fu criticato dai puritani e dai cattolici per le sue prese di posizione moderate.
Compì la sua carriera di studi a Cambridge, al Quenn's Collage e al Sydney Sussex College.
Le sue opere storiografiche spaziarono dalle Crociate alla storia ecclesiastica d'Inghilterra e dell'Università di Cambridge e si caratterizzarono per un duplice aspetto: da un lato per gli abbellimenti e gli ornamenti verbali che arricchivano le tematiche affrontate e dall'altro per la pacatezza espositiva riflettente il carattere dell'autore.
Ministro del culto, si inserì, talvolta, nelle questioni politiche contemporanee grazie alla scrittura di raccolte di pensieri, aneddoti e notazioni storiografiche, tra le quali vanno segnalate: Good Thoughts in Bad Times (Buoni pensieri in tempi cattivi, 1645), Good Thoughts in Worse Times (Buoni pensieri in tempi peggiori, 1647), Mixt Contemplations in Better Times (Meditazioni varie in tempi migliori, 1660).
Ancora più significative risultarono The Holy and Profane State (La condizione santa e la condizione profana, 1662), un'opera che presenta e contrappone tratti e attributi umani buoni e cattivi, associati a personaggi storici, come ad esempio il ruolo positivo del capitano di mare affiancato da una presentazione biografica di Sir Francis Drake e The Worthies of England (Cose e personaggi notevoli d'Inghilterra, 1662), che viene ritenuta la sua opera più nota, tra le prime raccolte biografiche della letteratura inglese, che anticipò e influenzò le opere di Daniel Defoe, caratterizzata dalla descrizione dei monumenti, delle tradizioni, dei commerci, delle varie contee e dei personaggi principali che vi ebbero i natali. Celebre fu la descrizione delle contrapposizioni fra Ben Jonson e William Shakespeare, nella quale il primo è paragonato a un "galeone spagnolo" per la sua scarsa agilità e la sua ampia cultura, mentre il secondo è accostato a "una nave da battaglia inglese" per l'agilità e il più leggero contenuto di cognizioni.